# Bartolomeu Nunes Holtreman
Bartolomeu Nunes Holtreman(t) (Lisboa, 1725 - Lisboa, 1781), Cavaleiro da Ordem de Nosso Senhor Jesus Cristo, Escrivão dos Órfãos da Repartição do termo da cidade de Lisboa e grande proprietário.

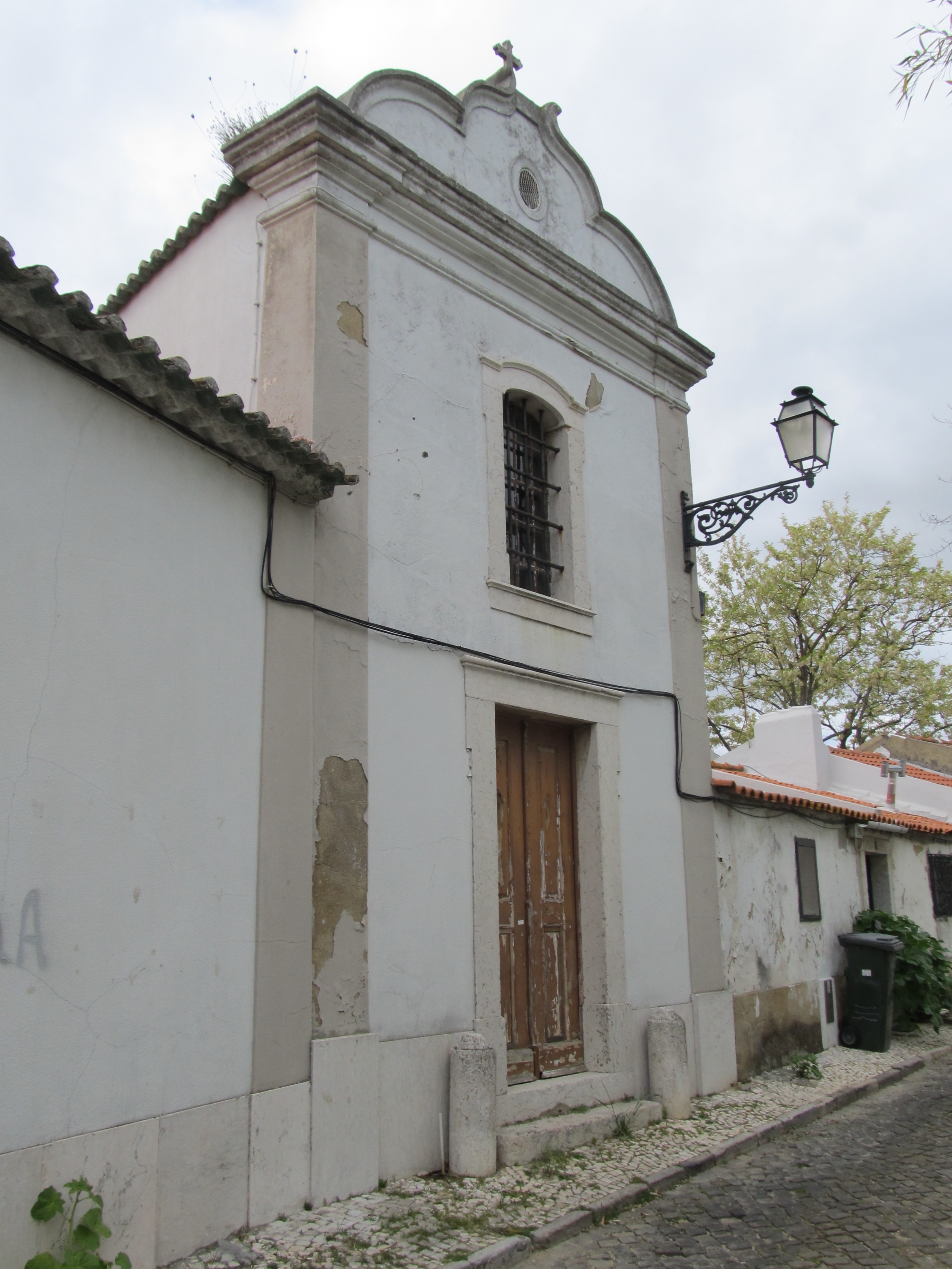
Aspecto actual da Igreja da Quinta de Sant'Ana sita na Travessa de Santo André, Ameixoeira.

## Família
Descendente da familia Holtreman, foi filho de Manuel Nunes de Azevedo Holtreman (1694) e de sua mulher Rosalina Maria da Silveira (1698). Era neto paterno de António Nunes Holtreman e de sua mulher Isabel Antunes, e neto materno de Manuel Correia e de sua mulher Francisca Leal da Silveira.
Por via paterna, foi ainda bisneto de Manuel Nunes Holtreman e de sua mulher Antónia Rodrigues e trineto de João Houltreman (ou Jean d'Oultreman) e de sua mulher Ana Antónia Nunes.

## Biografia
Foi Cavaleiro da Ordem de Nosso Senhor Jesus Cristo (Habilitação de 10 de Dezembro de 1754), foi Escrivão dos Órfãos da Repartição do termo da cidade de Lisboa e grande proprietário. Entre outras, foi proprietário da Quinta de Sant'Ana, na Ameixoeira, onde se encontram azulejos estilizados Rococó.
Foi, também, testemunha do casamento de José Ribeiro da Costa, Escrivão dum dos Ofícios do Juízo dos Órfãos da Repartição do termo da cidade de Lisboa, e de Maria Joaquina Anacleta Lopes - seus familiares - e, consequentemente, padrinho de nascimento do filho de ambos,  Manuel Ribeiro Holtreman, nascido em Lisboa (1760), Cavaleiro da Ordem de Santiago (1798) que adoptou o apelido de seu padrinho de baptismo.
Manuel Ribeiro Holtreman foi pai do advogado, Secretário do Governo Civil de Santarém e politico fundador do Partido Histórico,  António Maria Ribeiro da Costa Holtreman e avô paterno do também advogado Alfredo Augusto das Neves Holtreman, Visconde de Alvalade, Fundador, Principal Benemérito, 1.º Presidente e Presidente-Honorário do Sporting Clube de Portugal.

## Casamento e descendência
Casou em 1ªs núpcias com Catarina Maria da Silveira de quem não teve descendência e em 2ªs núpcias com Ana Rita Joaquina de Azevedo, de quem teve Manuel Carlos Xavier Holtreman, actor e autor, que foi herdeiro da Quinta de Sant'Ana, entre outras.